# Handwerksrolle
Die Handwerksrolle ist ein Verzeichnis, in das die Inhaber von Betrieben zulassungspflichtiger Handwerke in Deutschland mit dem von ihnen zu betreibenden Handwerk einzutragen sind, § 6 Abs. 1 Handwerksordnung (HwO). Die Handwerksrolle wird von den Handwerkskammern geführt. Die in der Handwerksrolle eingetragenen Betriebsinhaber erhalten die Handwerkskarte (§ 10 Abs. 2 HwO).

## Bedeutung
Der selbständige Betrieb eines zulassungspflichtigen Handwerks als stehendes Gewerbe (§ 14 Gewerbeordnung) ist nur den in der Handwerksrolle eingetragenen natürlichen und juristischen Personen und Personengesellschaften gestattet (§ 1 Abs. 1 HwO).
Die Anlage A der Handwerksordnung enthält ein Verzeichnis derjenigen Gewerbe, die als zulassungspflichtige Handwerke betrieben werden können. Die Eintragung in die Handwerksrolle wird durch die Handwerkskarte bescheinigt (§ 10 Abs. 2 HwO), die zurückzugeben ist, wenn die Eintragung gelöscht wird (§ 13 Abs. 4 HwO).
Wer, ohne in die Handwerksrolle eingetragen zu sein, ein zulassungspflichtiges Handwerk als stehendes Gewerbe selbständig betreibt, handelt ordnungswidrig und kann mit einer Geldbuße bis zu 10.000 € belegt werden (§ 117 HwO). Außerdem kann auch ein Verstoß gegen das Gesetz zur Bekämpfung der Schwarzarbeit vorliegen (§ 8Abs. 1 Nr. 1 Buchstabe e) SchwarzArbG).
Der Gesetzgeber bezweckt mit der Zulassungspflicht für das Handwerk die Abwehr von Gefahren für Gesundheit oder Leben Dritter durch unsachgemäße Handwerksausübung. Für derart „gefahrgeneigte Tätigkeiten“ soll sichergestellt sein, dass sie nur von Personen mit entsprechenden Qualifikationsnachweisen selbständig im stehenden Gewerbe ausgeübt werden. In diesen Bereichen soll der Kunde besonders geschützt und nicht allein auf Schadensersatz und Mängelbeseitigung verwiesen werden. Daneben hat der Gesetzgeber auch an dem Ziel der Sicherung der besonderen Ausbildungsleistung des Handwerks für die gewerbliche Wirtschaft festgehalten.

## Persönliche Eintragungsvoraussetzungen

### Großer Befähigungsnachweis
Grundsätzlich wird in die Handwerksrolle nur eingetragen, wer in dem zu betreibenden Handwerk die Meisterprüfung bestanden hat (Großer Befähigungsnachweis). Es werden aber auch andere Prüfungen anerkannt. Industriemeister nach § 46 Abs. 2 Berufsbildungsgesetz (BBiG) werden in die Handwerksrolle eingetragen, wenn ihre Prüfung gleichwertig mit der jeweiligen Handwerksmeisterprüfung ist (§ 7 Abs. 2 HwO). Eingetragen werden auch Personen, die eine Abschlussprüfung einer deutschen Hochschule oder ein Diplom eines anderen EU-Mitgliedsstaates vorweisen können, sofern diese Abschlüsse gleichwertig sind. Staatlich geprüfte Techniker werden ebenso eingetragen.

### Altgesellenregelung
Altgesellen können eine Ausübungsberechtigung für ein zulassungspflichtiges Handwerk erhalten, wenn sie eine entsprechende Gesellenprüfung und eine sechsjährige Tätigkeit, davon vier Jahre in leitender Stellung, nachweisen können. Ausgenommen von dieser Regelung sind Schornsteinfeger, Augenoptiker, Hörgeräteakustiker, Orthopädiemechaniker, Orthopädieschuhmacher sowie Zahntechniker (§ 7b HwO), die stets den Großen Befähigungsnachweis erbringen müssen.
Das Bundesverfassungsgericht und zuletzt das Bundesverwaltungsgericht haben entschieden, dass die Qualifikationsanforderungen an die Ausbildung zur Erreichung des Gemeinwohlziels der Gefahrenabwehr beitragen. Nur ein Betriebsinhaber oder Betriebsleiter mit meisterhafter Sachkunde oder qualifizierter Berufserfahrung als Altgeselle ist in der Lage, bei der Ausübung des Handwerks selbst Gefahren zu vermeiden und die Mitarbeiter dazu anzuleiten und zu beaufsichtigen.

### Ausnahmebewilligung für Handwerker aus dem Inland
In besonders gelagerten Fällen kann die Eintragung in die Handwerksrolle auch über eine Ausnahmebewilligung (§ 8 HwO) erfolgen, die von der zuständigen Verwaltungsbehörde nach Anhörung der Handwerkskammer erteilt wird (§ 8 Abs. 3 HwO). Voraussetzung hierfür ist der Nachweis entsprechender Kenntnisse und Fertigkeiten sowie das Vorliegen eines Ausnahmefalls. Dieser setzt voraus, dass die Ablegung der Meisterprüfung eine unzumutbare Belastung bedeuten würde. Ausnahmefälle können beispielsweise sein: andere Prüfungen, Outsourcing, lange Wartezeiten, gesundheitliche Gründe oder körperliche Behinderung, Gelegenheit zur Betriebsübernahme, Ausübung einer Spezialtätigkeit, fortgeschrittenes Alter.

## Eintragungsfreies Minderhandwerk
Keiner Eintragung bedarf die Ausübung unwesentlicher Tätigkeiten gem. § 1 Abs. 2 Satz 2 Nr. 1 bis 3 HwO.
Werden Leistungen nicht für Dritte, sondern nur für das Hauptunternehmen erbracht, ist ebenfalls keine Eintragung in die Handwerksrolle erforderlich (§ 3 Abs. 2 und Abs. 3 HwO – unerhebliche Neben- und Hilfsbetriebe). Die so genannten Hilfsbetriebe müssen aber der wirtschaftlichen Zweckbestimmung des Hauptbetriebes dienen. Hersteller und Importeure können die bei ihnen produzierten bzw. von ihnen eingeführten Produkte bei Dritten installieren, ohne dass eine Eintragung in der Handwerksrolle erfolgen muss.

## Handwerker aus dem EU/EWR-Ausland
Im EU-Recht ist ausdrücklich die Niederlassungsfreiheit innerhalb der Europäischen Union festgeschrieben (Art. 49 AEUV). In den EU-Mitgliedstaaten ist der Marktzugang deshalb nur bei wenigen Handwerksberufen an Bedingungen geknüpft. Einzig in Österreich und Luxemburg gibt es einen vergleichsweise umfassenden Handwerksbegriff mit ähnlich strikten Berufszulassungsvoraussetzungen wie in Deutschland.
Die EU-Richtlinie über die Anerkennung von Berufsqualifikationen von 2005 enthält in Art. 1 zwingende Vorgaben für die Anerkennung von in einem oder mehreren anderen Mitgliedstaaten erworbenen Berufsqualifikationen beim Zugang zu einem reglementierten Beruf und dessen Ausübung. Die in Ausführung dieser Richtlinie erlassenen Vorschriften der deutschen EU/EWR-Handwerk-Verordnung von 2007 sind durch § 9 HwO in nationales Recht überführt worden.
Gemäß § 9 Abs. 1 Satz 1 Nr. 1 und 2 HwO kann einem Staatsangehörigen eines Mitgliedstaates der Europäischen Union, eines Vertragsstaates des Abkommens über den Europäischen Wirtschaftsraum oder der Schweiz, der in Deutschland zur Ausübung eines zulassungspflichtigen Handwerks eine gewerbliche Niederlassung unterhalten oder als Betriebsleiter tätig werden will, unter gewissen Voraussetzungen eine Ausnahmebewilligung zur Eintragung in die Handwerksrolle erteilt oder die grenzüberschreitende Dienstleistungserbringung in einem
zulassungspflichtigen Handwerk gestattet werden.